# Эвен-Шмуэль, Иехуда
Иехуда Эвен-Шмуэль (Койфман; 1887, Балта Подольской губернии — 1976, Иерусалим, Израиль) — еврейский философ
, лексикограф, израильский деятель культуры и писатель
, редактор Большого англо-ивритского словаря, комментатор трудов великого еврейского мыслителя р. Моше бен Маймона (Маймонид или Рамбам) и переводчик книги «Кузари» р. Йегуды Галеви.

## Биография
Родился в 1887 году в городке Балта Подольской губернии. Еще юношей отправился в Одессу, в йешиву р. Хаима Черновица, более известного как «Молодой раввин», однако вскоре вернулся домой и стал самостоятельно готовиться в университет. Сдал экзамены и уехал в Париж, где проучился около двух лет. Во время учебы в Париже увлекся идеями социализма и пацифизма. Вернулся в Россию. Женился, занимался преподавательской деятельностью. Эмигрировал в Канаду, где завершил университетское образование, защитил в колледже Дропси докторскую диссертацию на тему о р. Йом-Тове-Липмане Мильгаузене — авторе трактата «Сефер ганицахон».
Был одним из основателей партии «Поалей Цион» в Соединенных Штатах. Организовал семинар «Национал арбейтер фарбанда» и руководил им. Сотрудничал в журналах «Гаторэн» и «Цукунфт».
В 1926 году по приглашению Х.-Н.Бялика приехал в Эрец-Исраэль, чтобы редактировать Большой англо-ивритский словарь. Принимал активное участие в культурной жизни страны, позднее возглавив отдел культуры в Национальном комитете (Гаваад галеуми) — исполнительном органе еврейского самоуправления подмандатной Эрец-Исраэль. Уделяя много внимания общественной деятельности, продолжал научную работу: издал со своими комментариями часть трактата «Путеводитель растерянных» («Морэ невухим»), собрал толкования «Мидрашей геула». Был первым редактором Ивритской энциклопедии.
В 1947 году сын Эвен-Шмуэля Шмуэль-Ашер (Мули) стал жертвой несчастного случая во время учебных сборов в Пальмахе. Смерть сына была для Эвен-Шмуэля страшным ударом, перевернувшим всю его жизнь. С этого момента он замкнулся в своем доме, бросив все общественные дела. В затворничестве он прожил почти 30 лет. Все эти годы были наполнены изучением Торы и научной работой. Он вернулся к религиозному образу жизни, строго соблюдая религиозные предписания и заветы. Его дом в Иерусалиме стал местом, где встречались самые выдающиеся умы.